# 竹中正一郎
竹中 正一郎（たけなか しょういちろう、1912年9月30日 - 1997年4月7日）は、日本の長距離走選手、体育学者。東京歯科大学名誉教授。

## 経歴
和歌山県出身とされるが、出生地はインドのボンベイ（ムンバイ）。1930年（昭和5年）、旧制和歌山中学校（現在の和歌山県立桐蔭高等学校）卒業。慶應義塾大学文学部に進む。
東京箱根間往復大学駅伝競走（箱根駅伝）には第12回大会（1931年）から第17回大会（1936年）まで6回連続で出場、区間賞3回。第13回大会（1932年）では8区を走り（区間2位）、今井哲夫・北本正路らとともに慶應義塾大学の箱根駅伝初優勝に貢献した。
1932年ロサンゼルスオリンピックには、男子5000メートル競走、10000メートル競走に出場した。5000メートルは12位、10000メートルは11位であった。5000メートルでは周回遅れとなった際に先頭走者にインコースを譲ったという「美談」が語られた（後述）。
慶應義塾大学文学部を卒業。
1940年11月2日の第13回明治神宮競技大会のマラソン（第27回日本陸上競技選手権大会のマラソンを兼ねる）に2時間33分42秒のタイムで優勝した（当時の所属は厚生省）。
1952年ヘルシンキオリンピックでは日本選手団のマラソンコーチを務めた。
東京歯科大学では陸上部の指導にもあたっており、東京歯科大学陸上部は全日本医歯薬獣医大学対校陸上競技選手権大会で9年連続優勝などの戦績を残している。

## 1932年ロサンゼルスオリンピックでの「美談」
1932年ロサンゼルスオリンピックの5000メートルでは、首位争いの選手ら（ラウリ・レーティネンとラルフ・ヒル）にトラック内で追い付かれた際にインコース（コースの内側）を譲ったとされ、そのスポーツマンシップは高い称賛を受けた。優勝したレーティネンが進路妨害と見なされる行為を行って（ただし失格とはならなかった）ブーイングを浴びたこととも対比的に扱われた。翌日の現地紙は「10万人の観衆の心に残るのは小さな勇者19歳のタケナカである」と記し、わざわざ走路を不利な外側に移動した謙虚さと、最後まで走った敢闘精神をたたえた。日米関係がぎくしゃくした中で開催されたこの大会において、アメリカ人を感銘させる日本選手の「美談」であり、アメリカでの反応が日本でも報道されて広く知られることとなった。体協の役員たちは「国際親善」に寄与した「無冠の大使」として竹中を称えた。第二次世界大戦後にも、走路を譲りながら完走したエピソードは国語教科書（昭和35年三省堂刊小学校4年生用国語教科書「オリンピックの心」）に採用された。
もっともこの「美談」が流布し、競技に大敗したにもかかわらず賛辞が浴びせられたことは、竹中にとって不本意なものであった。大会後、関係者には「あんなことで褒められるよりは、せめて6着でもいいから入賞したかった」とこぼしたという。
インコースを「譲った」とされるのも疲労困憊した中での無意識的なことであり、1984年のインタビュー（インタビュアーは中条一雄）では、外側によろめいた際に上位選手がインコースを通過しただけで、逆側によろめいていたら進路妨害として批判にさらされていただろうと述べている。後年、竹中は「美談でも何でもない、コースを譲ったことは覚えていない」「ふらふらになってゴールする醜悪な写真を載せられるのは不愉快」とも述べるなど、作り上げられた「美談」を生涯にわたって否定し続けることとなった。